# Seznam antarktičnih in podantarktičnih otokov
Podantárktični ôtoki so otoki v Južnem oceanu, ki obkrožajo celino Antarktiko. 

## Seznam podantarktičnih otokov
- Antipodi (Antipodes Islands) (Nova Zelandija)
- Aucklandovi otoki (Auckland Islands) (Nova Zelandija)
  - Otok Auckland (Auckland Island)
  - Otok Adams (Adams Island)
- Otočje Balleny (Balleny Islands) (Nova Zelandija)
- Otočje Bounty (Bounty Islands) (Nova Zelandija)
  - Otok Young (Young Island)
  - Otok Buckle (Buckle Island)
  - Otok Sturge (Sturge Island)
- Bouvetov otok (Bouvetøya) (Norveška)
- Otok Campbell (Campbell Island) (Nova Zelandija)
- Otočje Crozet (Îles Crozet) (Francija)
- Otok Heard (Heard Island) (Avstralija)
- Kerguelenovi otoki (Îles Kerguelen) (Francija)
- Otok Macquarie (Macquarie Island) (Avstralija)
- Otočje McDonald (McDonald Islands) (Avstralija)
- Otok Petra I. (Peter 1.s øy) (Norveška)
- Otočje princa Edvarda (Prince Edward Islands) (Republika Južna Afrika)
  - Otok Marion (Marion Island)
- Rossov otok (Ross Island) (Nova Zelandija)
- Rooseveltov otok (Roosevelt Island) (Nova Zelandija)
- Scottov otok (Scott Island) (Nova Zelandija)
- Otočje Snares (Snares Islands) (Nova Zelandija)
- Južna Georgia (South Georgia) (Združeno kraljestvo Velike Britanije in Severne Irske)
- Južni Orkneyjski otoki (South Orkney Islands) (Združeno kraljestvo Velike Britanije in Severne Irske)
  - Otok Signy (Signy Island)
- Južni Sandwichevi otoki (South Sandwich Islands) (Združeno kraljestvo Velike Britanije in Severne Irske)
  - Saundersov otok (Saunders Island)
  - Montagujev otok (Montagu Island)
  - Bristolski otok (Bristol Island)
  - Bellingshausenov otok (Bellingshausen Island)
  - Cookov otok (Cook Island)
  - Morrellov otok (Morrell Island)
  - Otočje Traversay (Traversay Islands)
    - Visoki otok (Visokoi Island)
    - Otok svečnice (Candlemas Island)
    - Otok Leskovega (Leskov Island)
    - Otok zaščite (Vindication Island)
    - Otok Zavodovskega (Zavodovski Island)
- Južni Shetlandski otoki (South Shetland Islands) (Združeno kraljestvo Velike Britanije in Severne Irske) (našteti večji otoki)
  - Otok prevare (Deception Island)
  - Slonov otok (Elephant Island)
  - Otok kralja Jurija (King George Island)
  - Livingstonov otok (Livingston Island)
  - Snežni otok (Snow Island)

Opomba: Številne ozemeljske zahteve držav na Antarktiki niso priznane s strani drugih držav. 